# 젊은 시계탑
"젊은 시계탑"은 1984년에 개봉한 대한민국의 영화이다.

## 캐스팅
- 송승환
- 김현주
- 박세준
- 배기정
- 김인문
- 김하림
- 김지영
- 신영선
- 윤도회
- 박진희
- 이숙희
- 서영탁
- 강용호
- 차철순
- 이호
- 김기범
- 신찬일
- 신동욱
- 최두열
- 염태성
- 안상관
- 진복실
- 문정미